# Gabriel Nigon
Gabriel Nigon (ur. 5 kwietnia 1956) – szwajcarski szermierz, dwukrotny medalista mistrzostw świata.
Podczas mistrzostw świata w Clermont-Ferrand w 1981 roku Szwajcarzy w składzie: François Suchanecki, Gabriel Nigon, Daniel Giger, Michel Poffet i Patrice Gaille zdobyli srebrny medal w zawodach drużynowych. W rywalizacji drużynowej zdobył również srebrny medal na mistrzostwach świata w Rzymie rok później.
Wystartował na igrzyskach olimpijskich w Los Angeles w 1984 roku, zajmując 40. miejsce w szpadzie indywidualnej, a drużynowo był dziewiąty. 